# Conocybe nivea
Conocybe nivea är en svampart som först beskrevs av George Edward Massee, och fick sitt nu gällande namn av Roy Watling 1981. Conocybe nivea ingår i släktet Conocybe och familjen Bolbitiaceae.   Inga underarter finns listade i Catalogue of Life.